# Penstemon
Penstemon, slangenkop of schildpadbloem, is een groot geslacht van Noord-Amerikaanse en Oost-Aziatische planten uit de weegbreefamilie (Plantaginaceae). De enige Aziatische soort wordt tegenwoordig echter tot een apart geslacht gerekend.
Gemeenschappelijke kenmerken zijn twee tegenoverstaande bladen, tweelippige bloemen en zaadcapsules. De botanische naam Penstemon is afgeleid van de Griekse woorden penta = vijf en stemon = meeldraad.

## Soorten
- Penstemon abietinus
- Penstemon absarokensis
- Penstemon acaulis
- Penstemon acuminatus
- Penstemon alamosensis
- Penstemon albertinus
- Penstemon albidus
- Penstemon albomarginalis
- Penstemon albomarginatus
- Penstemon alluviorum
- Penstemon ambiguus
- Penstemon ammophilus
- Penstemon anguineus
- Penstemon angustifolius
- Penstemon arenarius
- Penstemon arenarius
- Penstemon arenicola
- Penstemon aridus
- Penstemon arkansanus
- Penstemon attenuatus
- Penstemon atwoodii
- Penstemon auriberbis
- Penstemon australis
- Penstemon azureus
- Penstemon baccharifolius
- Penstemon barbatus
- Penstemon barnebyi
- Penstemon barrettiae
- Penstemon bicolor
- Penstemon bracteatus
- Penstemon breviculus
- Penstemon bryantiae
- Penstemon buckleyi
- Penstemon caesius
- Penstemon caespitosus
- Penstemon calcareus
- Penstemon californicus
- Penstemon calycosus
- Penstemon campanulatus
- Penstemon canescens
- Penstemon cardinalis
- Penstemon cardwellii
- Penstemon carnosus
- Penstemon caryi
- Penstemon centranthifolius
- Penstemon cinicola
- Penstemon cleavelandii
- Penstemon clevelandii
- Penstemon clutei
- Penstemon cobaea
- Penstemon comarrhenus
- Penstemon compactus
- Penstemon concinnus
- Penstemon confertus
- Penstemon confusus
- Penstemon crandallii
- Penstemon cusickii
- Penstemon cyananthus
- Penstemon cyaneus
- Penstemon cyanocaulis
- Penstemon cyathophorus
- Penstemon dasyphyllus
- Penstemon davidsonii
- Penstemon deamii
- Penstemon deaveri
- Penstemon debilis
- Penstemon degeneri
- Penstemon deustus
- Penstemon digitalis
- Penstemon diphyllus
- Penstemon discolor
- Penstemon dissectus
- Penstemon distans
- Penstemon dolius
- Penstemon eatonii
- Penstemon elegantulus
- Penstemon ellipticus
- Penstemon eriantherus
- Penstemon euglaucus
- Penstemon fendleri
- Penstemon filiformis
- Penstemon flavescens
- Penstemon floribundus
- Penstemon floridus
- Penstemon flowersii
- Penstemon franklinii
- Penstemon fremontii
- Penstemon fruticiformis
- Penstemon fruticosus
- Penstemon gairdneri
- Penstemon gibbensii
- Penstemon glaber
- Penstemon glandulosus
- Penstemon glaucinus
- Penstemon globosus
- Penstemon goodrichii
- Penstemon gormanii
- Penstemon gracilentus
- Penstemon gracilis
- Penstemon grahamii
- Penstemon grandiflorus
- Penstemon griffinii
- Penstemon grinnellii
- Penstemon guadalupensis
- Penstemon hallii
- Penstemon harbourii
- Penstemon harringtoni
- Penstemon harringtonii
- Penstemon hartwegii
- Penstemon harvardii
- Penstemon havardii
- Penstemon haydenii
- Penstemon heterodoxus
- Penstemon heterophyllus
- Penstemon hirsutus
- Penstemon humilis
- Penstemon idahoensis
- Penstemon immanifestus
- Penstemon incertus
- Penstemon inflatus
- Penstemon jamesii
- Penstemon janishiae
- Penstemon jonesi
- Penstemon jonesii
- Penstemon kingii
- Penstemon labrosus
- Penstemon laetus
- Penstemon laevigatus
- Penstemon laevis
- Penstemon laricifolius
- Penstemon laxiflorus
- Penstemon laxus
- Penstemon leiophyllus
- Penstemon lemhiensis
- Penstemon lentus
- Penstemon leonardii
- Penstemon leptanthus
- Penstemon linarioides
- Penstemon longiflorus
- Penstemon lyallii
- Penstemon marcusii
- Penstemon mensarum
- Penstemon miser
- Penstemon moffatii
- Penstemon monoensis
- Penstemon montanus
- Penstemon moriahensis
- Penstemon multiflorus
- Penstemon murcronatus
- Penstemon murrayanus
- Penstemon nanus
- Penstemon navajoa
- Penstemon neomexicanus
- Penstemon neotericus
- Penstemon newberryi
- Penstemon nitidus
- Penstemon nudiflorus
- Penstemon oklahomensis
- Penstemon oliganthus
- Penstemon ophianthus
- Penstemon osterhoutii
- Penstemon ovatus
- Penstemon pachyphyllus
- Penstemon pahutensis
- Penstemon pallidus
- Penstemon palmeri
- Penstemon papillatus
- Penstemon parryi
- Penstemon parviflorus
- Penstemon parvus
- Penstemon patens
- Penstemon payettensis
- Penstemon paysoniorum
- Penstemon peckii
- Penstemon penlandii
- Penstemon pennellianus
- Penstemon perpulcher
- Penstemon personatus
- Penstemon petiolatus
- Penstemon pinifolius
- Penstemon pinorum
- Penstemon platyphyllus
- Penstemon pratensis
- Penstemon procerus
- Penstemon pruinosus
- Penstemon pseudoparvus
- Penstemon pseudoputus
- Penstemon pseudospectabilis
- Penstemon pudicus
- Penstemon pumilus
- Penstemon purpusii
- Penstemon putus
- Penstemon radicosus
- Penstemon ramosus
- Penstemon rattanii
- Penstemon retrorsus
- Penstemon retrosus
- Penstemon rhizomatosus
- Penstemon richardsonii
- Penstemon roezlii
- Penstemon rostriflorus
- Penstemon rubicundus
- Penstemon rupicola
- Penstemon rydbergii
- Penstemon saxosorum
- Penstemon scapoides
- Penstemon scariosus
- Penstemon secundiflorus
- Penstemon seorsus
- Penstemon sepalulus
- Penstemon serrulatus
- Penstemon smallii
- Penstemon spatulatus
- Penstemon speciosus
- Penstemon spectabilis
- Penstemon stenophyllus
- Penstemon stephensii
- Penstemon strictiformis
- Penstemon strictus
- Penstemon subglaber
- Penstemon subserratus
- Penstemon subulatus
- Penstemon sudans
- Penstemon superbus
- Penstemon tenuiflorus
- Penstemon tenuis
- Penstemon teucrioides
- Penstemon thompsoniae
- Penstemon thurberi
- Penstemon tidestromii
- Penstemon tiehmii
- Penstemon tracyi
- Penstemon triflorus
- Penstemon triphyllus
- Penstemon tubiflorus
- Penstemon tusharensis
- Penstemon uintahensis
- Penstemon unilateralis
- Penstemon utahensis
- Penstemon venustus
- Penstemon virens
- Penstemon virgatus
- Penstemon wardii
- Penstemon washingtonensis
- Penstemon watsonii
- Penstemon whippleanus
- Penstemon wilcoxii
- Penstemon wrightii
- Penstemon yampaensis

Acanthorrhinum · 
Achetaria · 
Adenosma · 
Albraunia · 
Amphianthus · 
Anarrhinum · 
Angelonia · 
Antirrhinum (Leeuwenbek) · 
Aragoa · 
Artanema · 
Asarina · 
Bacopa · 
Basistemon · 
Benjaminia · 
(Besseya) · 
Bougueria · 
Brookea · 
Bryodes · 
Bythophyton · 
Callitriche (Sterrenkroos) · 
Campylanthus · 
Chaenorhinum (Kierleeuwenbek) · 
Chelone (Schildpadbloem) · 
(Chionohebe) · 
Chionophila · 
(Cochlidiosperma) · 
Collinsia · 
(Conobea) · 
Cymbalaria · 
(Detzneria) · 
Digitalis (Vingerhoedskruid) · 
Dintera · 
Dizygostemon · 
Dopatrium · 
Ellisiophyllum · 
Encopella · 
Epixiphium · 
Erinus · 
Galvezia · 
Gambelia · 
Geochorda · 
Globularia (Kogelbloem) · 
Gratiola · 
Hebe · 
Hemiphragma · 
Herpestis · 
Hippuris · 
Holmgrenanthe · 
Holzneria · 
Howelliella · 
Hydrotriche · 
(Isoplexis) · 
Kashmiria · 
Keckiella · 
Kickxia (Stoppelleeuwenbek) · 
Lafuentea · 
Lagotis · 
Limnophila · 
Limosella · 
Linaria (Vlasleeuwenbek) · 
Littorella · 
Lophospermum · 
Mabrya · 
Maurandella · 
Maurandya · 
Mecardonia · 
Melosperma · 
Microcarpaea · 
Misopates · 
Mohavea · 
Monocardia · 
Monopera · 
Monttea · 
Neogaerrhinum · 
(Neopicrorhiza) · 
Nothochelone · 
Nuttallanthus · 
Otacanthus · 
Ourisia · 
Paederota · 
(Parahebe) · 
Penstemon (Penstemon) · 
Philcoxia · 
Picria · 
Picrorhiza · 
Plantago (Weegbree) · 
Poskea · 
Psammetes · 
Pseudorontium · 
Rhodochiton · 
Russelia · 
Sairocarpus · 
Schistophragma · 
Schweinfurthia · 
Scoparia · 
Scrofella · 
Sibthorpia · 
Stemodia · 
(Synthyris) · 
Tetranema · 
Tetraulacium · 
Tonella · 
Uroskinnera · 
Veronica (Ereprijs) · 
Veronicastrum · 
Wulfenia · 
Wulfeniopsis